# Готельний провулок (Херсон)
Готельний провулок — провулок у Центральному районі міста Херсон.
Прилучається до вулиці Михайла Грушевського; протяжність — 120 м.

## Історія
Раніше провулок називався провулком Комстадіуса, будинок № 2 був особняком баронеси фон Таль. На будівлі особняка можна розгледіти старовинні портики і балкони з еркерами, і навіть дворянський вензель. Баронеса належала до родини Комстадіусів — це Софія Миколаївна Комстадіус, 1843 року народження, у другому шлюбі баронеса фон Таль. Софія Миколаївна правнучка генерал-майора Івана Максимовича Синельникова.

## Галерея

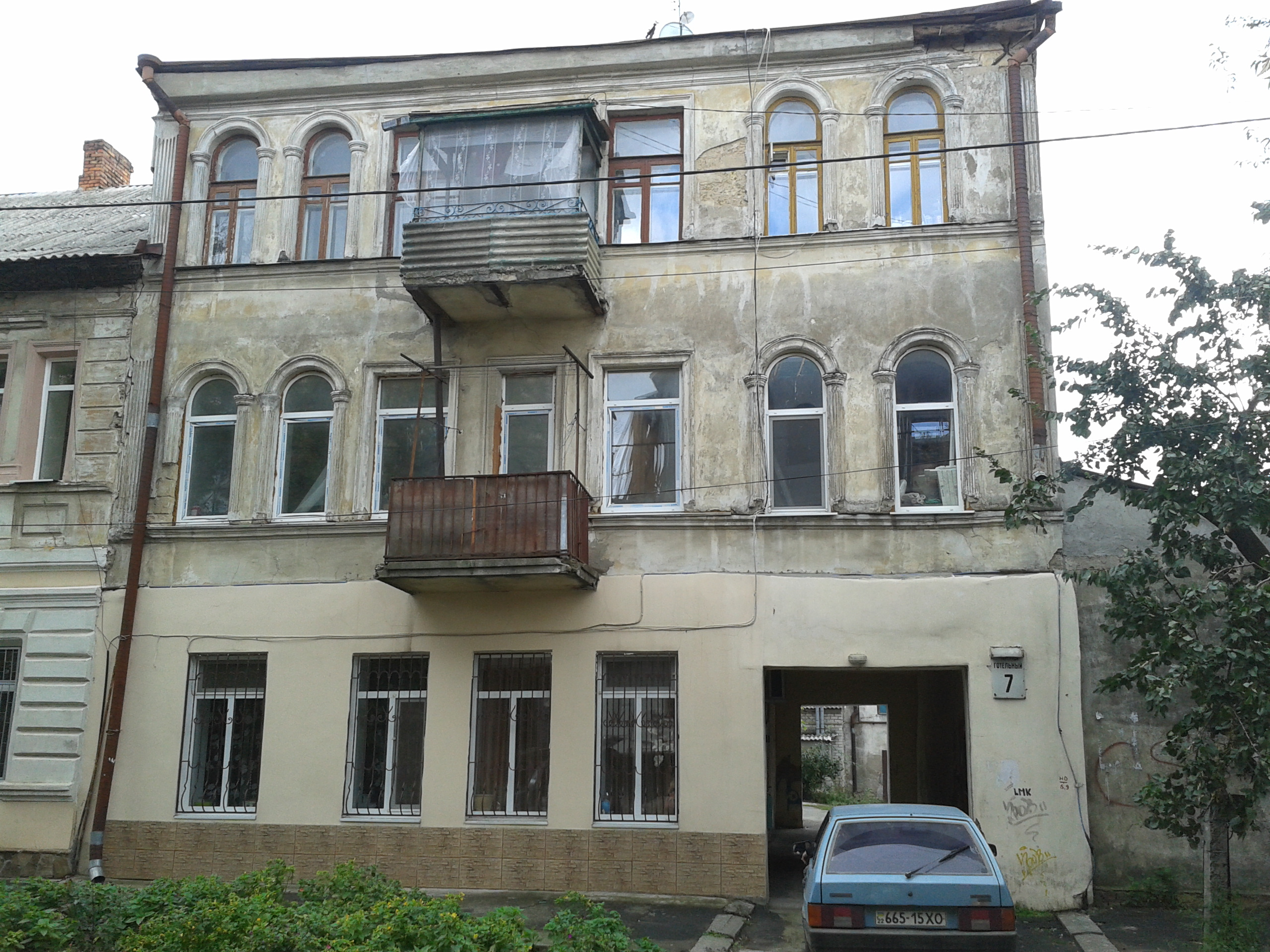
Житловий будинок № 7 (1890-ті рр.)
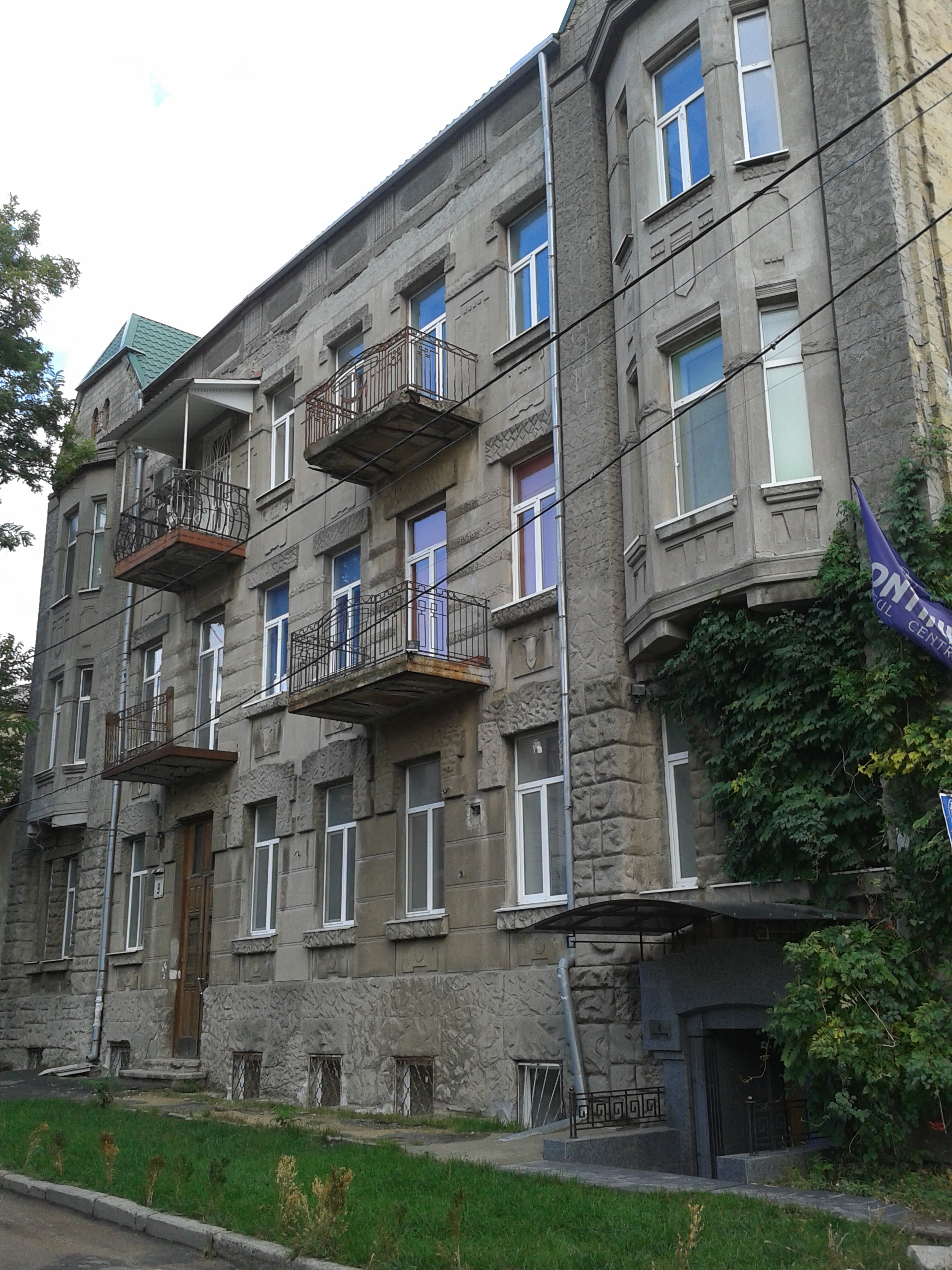
Житловий будинок № 9 (1910-ті рр.)